# Rudolf Wimmer (Fußballspieler)
Rudolf „Rudi“ Wimmer (* 20. Januar 1944 in Olmütz, damals Mähren, heute Tschechien) ist ein ehemaliger deutscher Fußballtorhüter. Er bestritt für die Offenbacher Kickers und den Karlsruher SC insgesamt 185 Bundesligaspiele. Mit 470 Einsätzen in Pflichtspielen ist er bis heute Rekordspieler des KSC.

## Herkunft und Jugend
Wimmer wurde in Mähren geboren. Seine Familie zog noch während des Krieges ins hessische Dorf Höchst an der Nidder. Wimmer spielte zunächst als Feldspieler in der Jugend des örtlichen Fußballvereins VfB Höchst, wurde aber später von seinem Trainer aufgrund seiner Körpergröße ins Tor beordert. Über die Jugend des Hanauer FC 93 wechselte das Nachwuchstalent 1963 zu Kickers Offenbach. Der vormalige Oberligist war im Jahr der Einführung der Bundesliga in die neu geschaffene Regionalliga Süd eingeteilt worden.

## Offenbacher Kickers (1963–1969)
Der OFC zählte in den ersten Jahren zu den Spitzenmannschaften dieser Spielklasse. Im ersten Jahr, 1963/64, war die langjährige Nummer 1 aus der Oberliga Süd, Otmar Groh noch Stammtorhüter. In der zweiten Regionalligasaison, 1964/65, war Dieter Weber die Nummer 1 zwischen den Pfosten des OFC. Nach zwei dritten Plätzen in den ersten beiden Spielzeiten qualifizierten sich die von Kurt Baluses trainierten Kickers 1965/66 mit dem zweiten Rang erstmals für die Aufstiegsrunde zur Bundesliga, waren dort aber chancenlos. Jetzt hatte Wimmer hinter der damaligen Nummer 1, Wolfgang Mühlschwein, in vier Ligaspielen das Tor gehütet. Er debütierte in der Regionalliga Süd am 16. April 1966 bei einem 4:2-Heimerfolg gegen die Stuttgarter Kickers. In der Abwehr waren Hans-Jürgen Oehlenschläger, Josef Weilbächer (Verteidigerpaar), Bernd Zimmer, Hermann Nuber und Alfred Resenberg (in der Läuferreiher) vor ihm aufgelaufen.
In der Folgesaison 1966/67 wurde die Mannschaft um die OFC-Ikone Hermann Nuber erstmals Meister der Regionalliga Süd und scheiterte anschließend im Rennen um den Aufstieg nur knapp am West-Meister Aachen. Ein Jahr später wurden die Kickers erneut Vizemeister, und dieses Mal qualifizierten sie sich über die Aufstiegsspiele für die Bundesliga. Wimmer stand für die Kickers bei allen 34 Bundesligaspielen der Saison 1968/69 zwischen den Pfosten. Trotz namhafter Verstärkungen, wobei aber das FC Bayern-Trio mit Hans Nowak, Dieter Koulmann und Peter Werner nicht überzeugen konnte, stieg das Team aber nach nur einem Jahr im Fußball-Oberhaus als Tabellenletzter wieder ab.

## Karlsruher SC (1969–1983)
Gemeinsam mit seinem Mannschaftskollegen Gerd Becker wechselte Wimmer im Sommer 1969 zum Karlsruher SC, der ein Jahr zuvor ebenfalls in die Regionalliga Süd abgestiegen war und seither vom ehemaligen Offenbacher Trainer Kurt Baluses trainiert wurde. Wimmer war beim Ex-Bundesligisten als neue Nummer 1 vorgesehen, brach sich aber im letzten Vorbereitungsspiel einen Finger, sodass er in den ersten elf Saisonspielen vom bisherigen Torhüter Siegfried Kessler vertreten wurde. Am zwölften Spieltag stand er beim 3:0-Heimsieg gegen die SpVgg Fürth erstmals in einem Ligaspiel im Tor. Wimmer hatte Anteil daran, dass in seiner ersten Spielzeit 1969/70 nur drei Spiele verloren wurden und der KSC als Ligazweiter in die Aufstiegsrunde einzog. Dort verließ die Badener zwar in sportlicher Hinsicht das Glück, aber wirtschaftlich war das Erreichen der Aufstiegsrunde für den finanziell angeschlagenen Verein überlebensnotwendig. Auch in den folgenden Jahren spielten die Karlsruher in der Regionalliga eine bedeutende Rolle und klopften 1970/71 sowie 1972/73 – jeweils als Vizemeister – erneut an die Tür des Oberhauses, konnten sich aber in den Aufstiegsrunden wieder nicht durchsetzen. Zwischenzeitlich hatte Wimmer mehr als ein halbes Jahr pausieren müssen, nachdem er sich beim Auswärtsspiel bei 1860 München im Dezember 1971 den Arm gebrochen hatte.
Verlief die letzte Regionalligasaison 1973/74, in der der KSC mit einem stark verjüngten Kader nur einen achten Platz erreichte, enttäuschend, sicherte sich die von Carl-Heinz Rühl trainierte Mannschaft in der ersten Spielzeit der zweigleisigen 2. Bundesliga den Meistertitel und zog nach siebenjähriger Abstinenz wieder in die Bundesliga ein. Wimmer, der in der Aufstiegssaison alle Spiele bestritten hatte, musste seinen Platz in den ersten Bundesligaspielen jedoch verletzungsbedingt Siegfried Kessler überlassen. Bereits nach zwei Jahren stieg der KSC wieder aus der Bundesliga ab, der mittlerweile bereits 33-jährige Wimmer blieb dem Verein jedoch treu. Drei Jahre später, in der Zweitligasaison 1979/80, kehrte der KSC über die Relegationsspiele gegen Rot-Weiss Essen in die Erstklassigkeit zurück. Trainer Manfred Krafft setzte weiterhin auf den jetzt schon 36-jährigen Wimmer, sodass dieser noch in den drei folgenden Bundesliga-Spielzeiten im Tor stand.
Wimmer stand 14 Jahre für den KSC zwischen den Pfosten und absolvierte 470 Pflichtspiele, davon 151 in der Bundesliga. Er ist bis heute mit großem Abstand der Rekordspieler des Vereins. Über Jahre hinweg konnte er seine Leistungen auf einem hohen Niveau halten und stand auch noch in der Saison 1982/83, während der er seinen 39. Geburtstag feierte, in der Bundesliga im Tor. Sein letztes Spiel absolvierte er am 28. Mai 1983; er war der bis dahin älteste Fußballer, der in der Fußball-Bundesliga ein Spiel bestritten hat. Am darauf folgenden letzten Spieltag jener Saison stand sein Nachfolger Bernd Fuhr, der bereits 1981 ebenfalls aus Offenbach nach Baden gekommen war, zwischen den Pfosten. Der KSC stand zu diesem Zeitpunkt bereits – wieder einmal – als Absteiger fest.
Auch wenn er über Jahre in Deutschland zu den Besten seines Fachs zählte, konnte Wimmer, dessen Markenzeichen seine übergroßen und meist verwaschenen Hosen waren, sich gegen die nationale Konkurrenz insbesondere eines Sepp Maier nicht durchsetzen und wurde nie in die Nationalmannschaft berufen. Angebote aus der ersten Liga – wie etwa dasjenige des damaligen Spitzenvereins 1. FC Köln, der 1972 nach einem Ersatz für seinen im Zug des Bundesliga-Skandals gesperrten Nationalspielers Manfred Manglitz suchte – lehnte Wimmer mit Hinweis auf seinen laufenden Vertrag beim KSC regelmäßig ab.

## Nach der aktiven Laufbahn
Nach seiner aktiven Laufbahn kümmerte sich Wimmer um den KSC-Nachwuchs. Zu seinen „Zöglingen“ gehörte unter anderen auch der spätere KSC- und Bayern-Profi Michael Sternkopf. Sein Sohn Stefan trat in seine Fußstapfen und wurde Fußballtorhüter, zunächst bei den Amateuren des KSC. In der Saison 1987/88 stand er auch im Profikader, konnte sich aber gegen Stammtorhüter Alexander Famulla bzw. gegen den 1987 aus der A-Jugend gekommenen Oliver Kahn nicht durchsetzen und kam nur zu einem einzigen Einsatz in der Bundesliga. Er verließ den Verein 1988 und spielte im oberen Amateurbereich, unter anderem bei Rot-Weiss Frankfurt und dem SV Darmstadt 98.
Als Trainer war Wimmer wenig erfolgreich. Zwar glückte ihm ein Aufstieg mit dem VfR Pforzheim, wohin er nach Engagement im Jugendbereich des KSC seit 1983 gegangen war und von 1990 bis 1992 aktiv war (in die Oberliga), nach dortiger Entlassung folgten aber nur zwei deutlich unterklassige Stationen mit dem Karlsruher FV und dem FC Südstern Karlsruhe (dem sein Kollege Horst Wild entstammte).
Rudi Wimmer wurde vom KSC zum Ehrenmitglied und Ehrenspielführer ernannt und 1984 von der Stadt mit der Ehrenmedaille der Stadt Karlsruhe ausgezeichnet.